# 스토미 대니얼스
스테퍼니 A. 그레고리 클리퍼드(Stephanie A. Gregory Clifford, 본명: 스테퍼니 A. 그레고리(Stephanie A. Gregory), 1979년 3월 17일 ~ )는 프로 활동명 스토미 대니얼스(Stormy Daniels)로 알려진 미국의 성인 영화 배우, 영화 감독이자 전직 스트리퍼이다. 그녀는 많은 업계 상을 받았으며 나이트무브스 명예의 전당, AVN 명예의 전당, XRCO 명예의 전당 및 배너티 페어 명예의 전당 회원이다. 2009년, 루이지애나주 출신인 그녀는 2010년 루이지애나주 미국 상원 선거에서 현직 데이비드 비터에 도전하는 것을 고려하는 영입 활동에 참여했다.
대니얼스는 2018년 미국 대통령 도널드 트럼프와 법적 분쟁에 휘말렸다. 트럼프의 변호사 마이클 코언은 2006년 트럼프와 관계를 가졌다고 주장하는 그녀를 침묵시키기 위해 13만 달러의 입막음 돈을 지불했다. 트럼프는 그 관계를 부인하고 그녀가 거짓말을 한다고 비난했다. 그는 대니얼스에게 지불된 돈을 숨기기 위해 사업 기록 위조 혐의로 34건의 중범죄 혐의로 기소되었고, 2024년 5월 30일 유죄 판결을 받았다.

## 어린 시절
대니얼스의 부모인 셰일라와 빌 그레고리는 그녀가 태어난 지 3~4년 만에 이혼했다. 이후 그녀는 어머니 손에서 자랐다.
그녀는 1997년 배턴루지의 스코틀랜드빌 마그넷 고등학교를 졸업하고 언론인이 되는 것을 고려했다.
대니얼스는 "평범한 저소득층 가정 출신이었다… 전기가 없는 날도 있었다"고 말했으며, 자신을 "정말 나쁜 동네" 출신이라고 묘사했다. 고등학교 시절, 대니얼스는 승마장 전화 받는 일을 했다.

## 경력
대니얼스의 스트리퍼로서의 첫 경험은 그녀가 17세 때 스트립 클럽에서 친구를 방문했을 때 일어났는데, "게스트 공연"을 하도록 설득되었다. 그녀는 배턴루지의 골드 클럽에서 돈을 받고 스트립을 시작했으며, 2000년 9월 컨티넨탈 시어트리컬 에이전시의 주요 엔터테이너가 되었다. 그녀는 미국 록 밴드 머틀리 크루에 대한 사랑을 반영하여 예명 스토미 대니얼스를 선택했는데, 이 밴드의 베이시스트인 니키 식스는 딸의 이름을 스톰으로 지었고, 그녀의 아버지는 그녀의 어머니가 스테퍼니를 선택하기 전에 그녀의 이름을 스토미로 지을 것을 고려했다.
대니얼스에 따르면, 그녀의 성인 영화 배우 경력은 2002년 신 시티와 위키드 픽처스를 위한 장면으로 시작되었다. 2004년, 대니얼스는 AVN에서 최우수 신인 스타렛 상을 수상했는데, 이는 제시 제인이 수상할 것이라고 다른 여배우와 500달러를 걸었던 대니얼스 자신에게는 놀라운 일이었다. 그녀는 2004년부터 위키드에서 감독을 맡았다. 대니얼스는 랜디 스피어스, 줄리안, 브렌던 밀러와 같은 공연자들과 함께 출연했으며, 브렌던 밀러는 그녀의 남편이었고 그녀의 영화 중 절반 가량을 편집했다. 대니얼스는 2014년 1월 18일 AVN 명예의 전당에 헌액되었고, 2014년 4월 16일 XRCO 명예의 전당에 헌액되었다. 그해 그녀의 감독 작품은 프랑수아 클루소의 '퍼스트 크러시'에서 브렌던 밀러와 함께한 그녀의 연기에 대한 최우수 안전 섹스 장면 후보를 포함하여 14개의 AVN상 후보에 올랐다.
대니얼스는 2018년 "메이크 아메리카 호니 어게인" 투어의 일환으로 스트립 클럽을 순회했다. 그녀는 2018년 5월 23일 "스토미 대니얼스의 날"에 웨스트할리우드 시로부터 시의 열쇠를 받았다. 대니얼스는 2019년 XBIZ 시상식의 진행자로 선정되었다.

### 주류 출연작

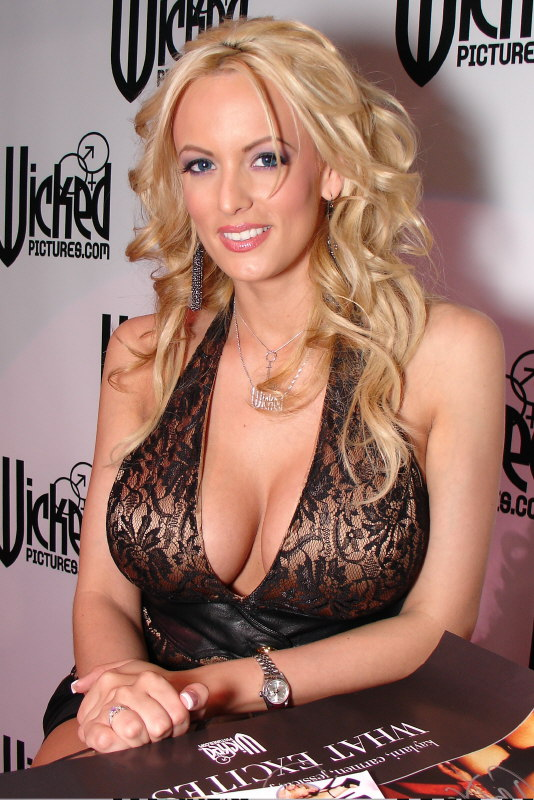
2007년 대니얼스

#### 미국
대니얼스는 브레스트윅의 마녀들 (2005)과 같은 에로 영화에도 출연했고, 다른 비-포르노그래피 제작에도 출연했다.
대니얼스는 2001년 미스 누드 그레이트 플레인스 대회에 참가하는 모습이 담긴 리얼 섹스 에피소드에 출연했다. 그녀는 2004년 포르노쿠피아에 출연했다. 2007년 초, 그녀는 FX 네트워크의 더트에 출연하여 릭 폭스가 연기한 농구 선수를 도와주는 스트리퍼 역을 맡았다. 2007년 후반에 대니얼스는 마룬 5의 노래 "Wake Up Call" 뮤직 비디오에 폴 댄서로 출연했다. 2009년 파티 다운의 파티 다운 한 에피소드에 성인 영화 배우로 출연했다.
이 여배우는 40살까지 못해본 남자 (2005)에 출연하는데, 이 영화에서 주인공 (스티브 카렐이 연기)이 그녀의 비디오 '스페이스 너츠: 에피소드 69—언홀리 유니언'을 보고 그녀를 꿈꾸려 한다. 그녀는 영화 사고친 후에 (2007)에 랩 댄서로 출연했다.
대니얼스는 2018년 5월 5일 새터데이 나이트 라이브의 콜드 오픈에 본인 역으로 출연했다. 그녀는 2002년 아티스트 니카 네스고다의 사진 시리즈 '버진'에서 성모 마리아를 묘사하는 모델로 출연했다. 2020년에는 에릭 앙드레 쇼의 게스트로 출연했다.

#### 셀러브리티 빅 브라더
2018년, 대니얼스가 영국의 셀러브리티 빅 브라더 22의 참가자가 될 것이라는 광범위한 추측이 있었다. 보도에도 불구하고, 대니얼스는 첫 방송 밤에 집으로 들어가지 않았다.
그녀의 불참에 대한 추측은 더 많은 돈 요구, 남편과 관련된 법적 문제, 그리고 딸과 시간을 보내고 싶다는 소망을 포함했다. 그녀의 변호사 마이클 아베나티는 프레스 어소시에이션에 대니얼스가 실제로 집에 들어갈 예정이었지만, 제작자들이 그녀를 특정 방식으로 행동하도록 조작하려 했다고 말했다.
빅 브라더의 성명서는 다음과 같았다: "스토미 대니얼스는 몇 달 전부터 쇼에 출연하기로 예약되어 있었으며, 쇼가 생방송되기 몇 시간 전에 이전에 합의한 대로 더 이상 집에 들어가지 않겠다고 제작진에게 알렸다. 제작진은 그녀와 다양한 옵션을 논의했지만, 그녀가 집에 들어가는 데 동의할 만한 조건을 합의할 수 없었다. 이제 우리의 초점은 환상적인 유명인들과 함께 멋진 시리즈를 만드는 데 있다."
대니얼스는 첫 생방송에 출연하여 불참 이유를 설명하겠다고 제안했지만, 제작자들에게 거절당했다고 말했다.
8월 17일 스핀오프 쇼 빅 브라더스 비트 온 더 사이드에서 진행자 라일런 클라크는 첫 생방송 5시간 전에 대니얼스가 첫 방송 밤에만 출연하고 떠나고 싶다고 말했다고 설명했다. 빅 브라더는 타협을 시도했지만 아무것도 이루어지지 않았다. 클라크는 또한 돈은 문제가 아니었고, 제작자들이 특정 결과를 얻기 위해 그녀를 조작하려 한 시도는 없었다고 주장했다.

## 정치

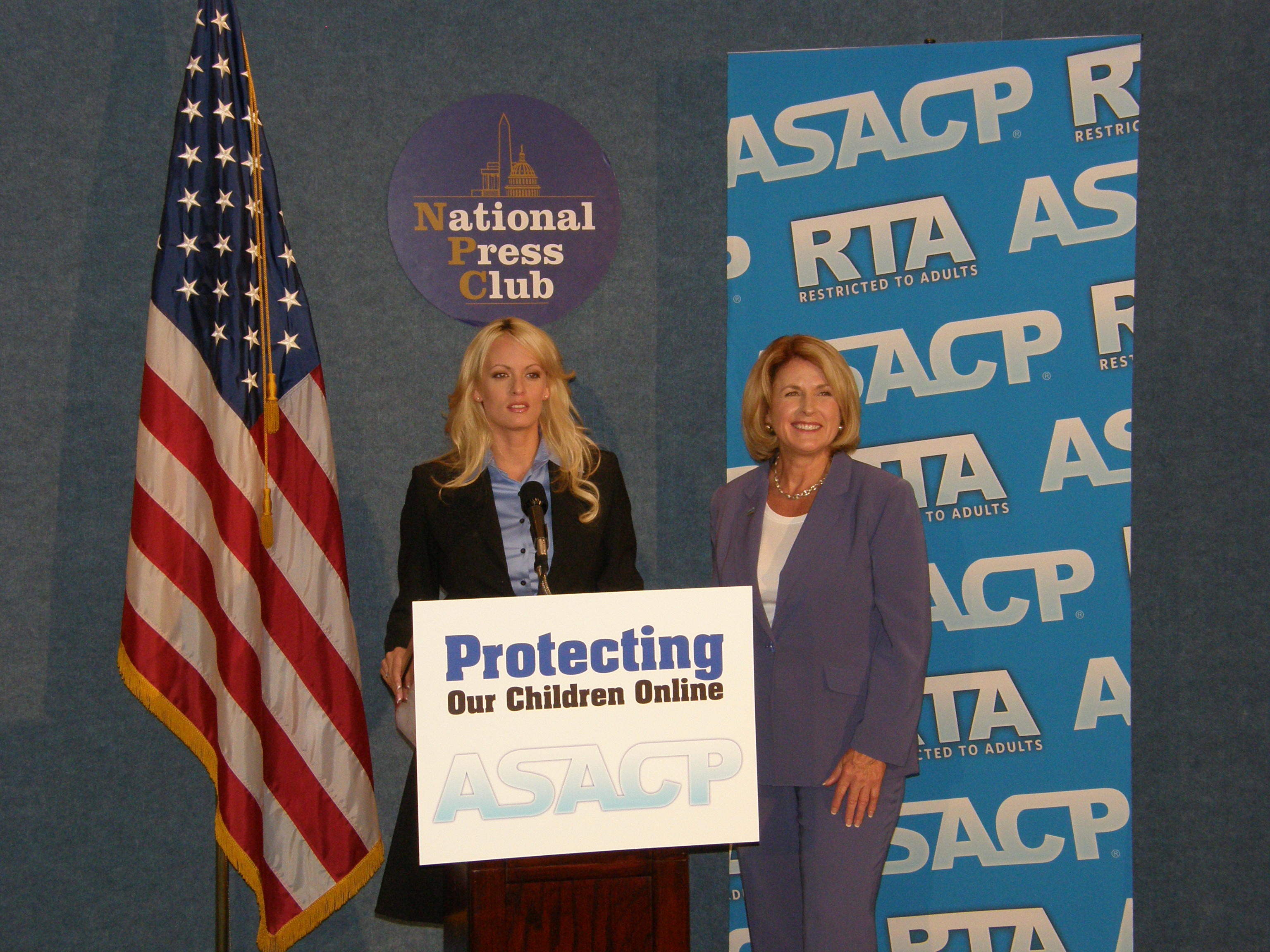
2008년 내셔널 프레스 클럽에서 연설하는 대니얼스

일부 팬들은 대니얼스를 영입하여 2010년 루이지애나주에서 공화당 소속의 상원의원 데이비드 비터에 맞서 출마하도록 시도했다. 영입 과정은 DraftStormy.com 웹사이트를 중심으로 이루어졌다. 2009년 5월 21일, 그녀는 "비터의 매춘 조직과의 연루"에 대한 폭로에 영감을 받아 탐사 위원회를 구성했다. 2009년 8월, 그녀의 선거 운동 본부장의 차량이 폭파되었지만, 당시 차량에는 아무도 없었다.
대니얼스는 마침내 2010년 4월 6일 공화당 후보임을 선언했다. 그녀의 결정은 공화당 전국위원회 (RNC)가 로스앤젤레스의 "레즈비언 본디지 테마 나이트클럽"에서 모금 행사를 위해 비용을 지불했다는 폭로에 영감을 받아 이루어졌으며, 이러한 폭로가 "마침내 균형을 기울였다"고 밝혔다. 그녀는 RNC가 당 자금을 성적으로 사용한 것이 공화당이 자신의 자유지상주의적 가치를 가장 잘 대변한다고 확신시켰다고 설명했다. 대니얼스는 평생 민주당에 등록되어 있었지만, "하지만 이제 시간이 지남에 따라 돈과 성, 그리고 다른 하나를 위해 합법적으로 사용하는 것에 대한 저의 자유지상주의적 가치가 이제 공화당에 의해 가장 잘 대변되고 있다는 것을 인식하지 않을 수 없습니다."라고 말했다.
그녀는 경제, 여성 사업, 아동 보호에 초점을 맞추기 위해 루이지애나주를 여러 번 순회했으며, 당선되면 성인 산업에서 은퇴할 것이라고 밝혔다. 2010년 4월 15일, 그녀는 감당할 수 없는 비용과 언론이 자신의 출마를 진지하게 받아들이지 않는다는 이유로 출마하지 않을 것이라고 발표했다.

## 개인 생활
대니얼스는 텍사스주 포니에 거주한다.

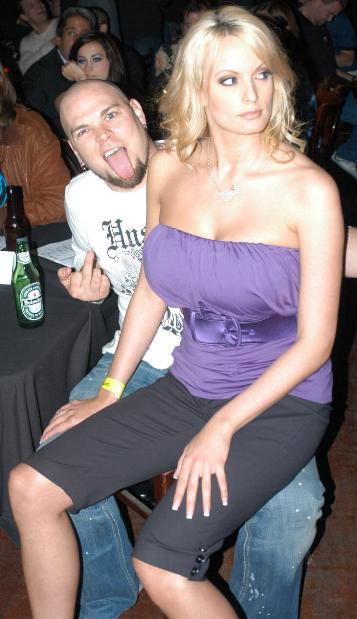
2007년 XRCO 시상식에 당시 남편 마이크 모즈와 함께 참석한 대니얼스

대니얼스는 팻 마인과 결혼했다. 그녀는 2007년부터 2009년까지 마이클 "마이크 모즈" 모스니와 결혼했다. 그녀는 2009년 7월 모스니의 가정 폭력 혐의로 체포되었다. 2015년에 그녀는 브렌던 밀러와 결혼하여 딸을 낳았다. 밀러는 2018년 7월 이혼 소송을 제기했다. 2022년에 그녀는 성인 영화 배우 바렛 블레이드와 결혼했다.
대니얼스는 평생 말을 좋아했으며, 여러 마리의 말을 소유하고 승마 대회에서 여러 차례 블루 리본을 수상했다.
대니얼스는 2019년 양성애자임을 밝혔다.

## 법적 문제

### 트럼프 불륜 의혹

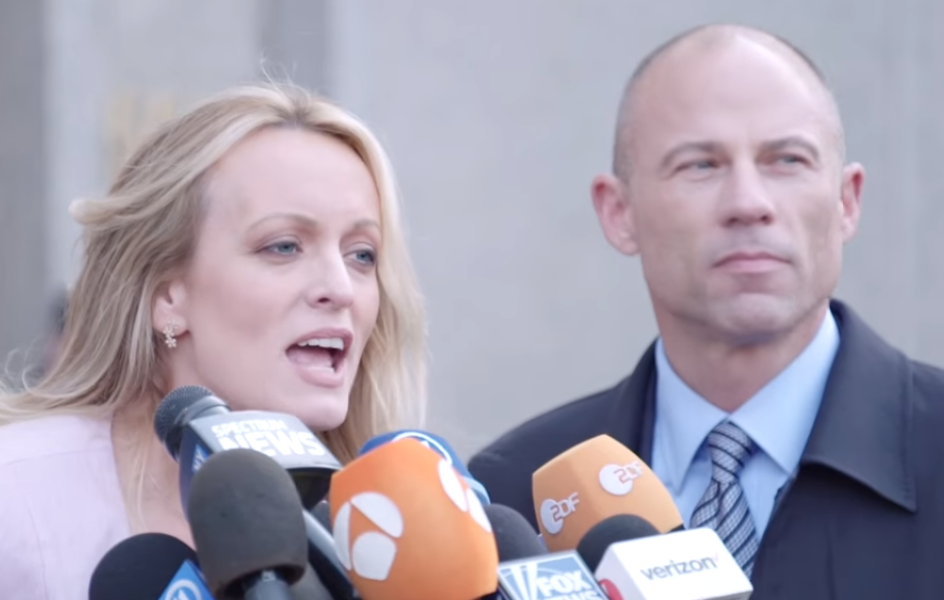
2018년 변호사 마이클 아베나티와 함께 기자회견을 하는 대니얼스

2016년 10월, 2016년 미국 대통령 선거 직전, 도널드 트럼프의 개인 변호사 마이클 코언은 대니얼스에게 2006년 10년 전에 트럼프와 불륜 관계가 있었다는 주장을 부인하도록 13만 달러를 지불했다. 트럼프의 대변인들은 불륜 관계를 부인하고 대니얼스가 거짓말을 한다고 비난했다.
2018년 1월, 이 불륜과 대가에 대해 월스트리트 저널이 보도했다. 그 후 1월에:
- 코언은 자신의 의뢰인을 대리하여 트럼프와 대니얼스 사이에 불륜 관계가 존재한다는 것을 부인했다.[58] 나중에 그는 다음과 같이 진술했다: "2016년 개인적인 거래에서, 저는 스테퍼니 클리퍼드 양에게 13만 달러를 지급하기 위해 제 개인 자금을 사용했습니다."[59]
- 대니얼스는 그 불륜이 "결코 일어난 적이 없다"고 진술했다.[60]
- 인 터치 위클리 잡지는 대니얼스가 트럼프와의 1년간의 관계를 묘사하는 인터뷰 녹취록을 공개했다. 이 관계에는 성적 만남도 포함되어 있었다. 인 터치는 2011년에 대니얼스를 인터뷰했지만 2018년 1월까지는 이 인터뷰를 공개하지 않았다.[61]

2018년 3월 6일, 대니얼스는 트럼프를 상대로 소송을 제기했다. 그녀는 주장된 불륜과 관련하여 서명한 기밀유지 협약이 트럼프가 개인적으로 서명하지 않았기 때문에 무효라고 말했다. 소송은 또한 트럼프의 변호사가 대니얼스를 협박하고 "말을 못하게 겁주려" 했다고 주장한다. 하루 뒤, 코언은 중재 절차를 시작했고, 그 결과 대니얼스가 기밀유지 협약과 관련된 "기밀 정보"를 공개하는 것을 금지하는 명령이 내려졌다. 대니얼스의 변호사들이 가짜라고 부른 이 명령 자체는 기밀로 유지되어야 했다.
2018년 3월 25일 60분과의 인터뷰에서 대니얼스는 자신과 트럼프가 한 번 성관계를 가졌으며, 나중에 어린 딸 앞에서 협박을 당했고, 나중에 기밀유지 협약에 서명하도록 압력을 받았다고 말했다. 2018년 4월 9일, FBI 요원들이 코언의 사무실을 급습하여 대니얼스에게 지불한 돈을 포함한 여러 문제와 관련된 이메일, 세금 서류 및 사업 기록을 압수했다.
2018년 4월 30일, 대니얼스는 트럼프를 상대로 명예훼손 혐의로 소송을 제기했다. 이는 트럼프가 자신의 발언을 "사기"라고 지칭했기 때문이었다. 이는 대니얼스가 트럼프와의 불륜을 언론에 알리기로 결정한 후 자신을 협박한 남자의 이야기를 꾸며냈다는 트럼프의 트위터 발언과 관련이 있었다. 2018년 10월, 이 소송은 수정 헌법 제1조를 근거로 기각되었고, 대니얼스는 2020년 8월 항소를 기각당했다. 대니얼스는 트럼프를 상대로 한 명예훼손 소송이 기각된 후 트럼프의 법률 비용 29만 3천 달러를 지불하라는 명령을 받았고, 항소 후 추가로 24만 5천 달러를 지불하라는 명령을 받았다. 2023년, 대니얼스는 트럼프의 비용 지불을 줄여달라는 항소를 기각당했고, 추가로 12만 달러를 지불하라는 명령을 받았다. 총체적으로, 대니얼스는 명예훼손 소송으로 인해 트럼프의 법률 회사에 60만 달러 이상을 지불하라는 명령을 받았지만, 2022년 현재 그녀는 지불하지 않겠다고 맹세했다.
2018년 8월, 코언은 검찰과의 유죄 인정 거래에 도달하여, 그가 대니얼스에게 돈을 지불한 것은 "후보자의 지시에 따라" 이루어졌으며 "주로 선거에 영향을 미치기 위한 목적"이었다고 말했다. 2018년 9월, 코언은 대니얼스가 코언의 회사가 그녀에게 지불한 13만 달러를 환불하면 대니얼스와의 기밀유지 협약을 무효화하겠다고 제안했다. 트럼프의 변호사들은 트럼프가 기밀유지 협약을 집행하지 않을 것이며 대니얼스의 무효 주장에도 이의를 제기하지 않을 것이라고 선언했다.
2024년 4월 15일, 뉴욕 시에서 재판이 시작되었다. 이 재판에서 트럼프는 대니얼스에게 지불된 입막음 돈과 관련하여 다른 범죄를 저지르거나 은폐할 의도로 사업 기록을 위조한 34건의 중범죄 혐의에 직면했다. 재판 중 증언에 따르면 13만 달러의 입막음 돈 합의는 대니얼스의 전 변호사 키스 데이비드슨이 작성한 것이었다. 이 합의에서 대니얼스는 "페기 피터슨"이라는 가명을 사용했고, 트럼프는 "데이비드 데니슨"이라는 가명을 사용했다. 대니얼스는 2024년 5월 7일 증언에서, 트럼프와의 성관계 및 1년간의 관계를 포함한 내용을 묘사했다. 대니얼스는 또한 그녀가 서명한 불륜 부인 진술서가 거짓이며, 기밀유지 협약에 따라 그녀가 이야기를 할 때마다 100만 달러를 잃게 될 것이라고 말했다. 2024년 5월 13일, 재판 증언 중 코언은 기밀유지 협약에 대한 세부 사항을 확인했는데, 여기에는 대니얼스가 이야기를 할 때마다 100만 달러의 벌금을 부과하는 조항을 포함하는 것이 그의 아이디어였다는 내용이 포함되어 있었다. 5월 14일, 코언은 또한 대니얼스가 서명한 진술서가 거짓이며, 그가 데이비드슨에게 대니얼스가 이 진술서에 서명하도록 압력을 가했다고 증언했다. 코언은 또한 대니얼스가 폭스 뉴스의 해니티에 출연하는 것에 동의했지만, 그녀가 이를 이행하지 않았다고 진술했다.

### 오하이오주 콜럼버스 체포
대니얼스는 2018년 7월 12일 오하이오주 콜럼버스에서 잠복 경찰의 함정 수사에 의해 체포되었다. 당국은 그녀가 오하이오 스트립 클럽 법을 위반하여 손님과 경찰관을 "애무"했다고 비난했다. 대니얼스는 카운티 교도소에 수감되었지만, 같은 혐의로 클럽에서 체포된 다른 두 명의 여성 성인 연예인들은 법정에 출두하라는 소환장을 받았고 (대니얼스와 달리) 머그샷을 찍지 않았다. 대니얼스는 콜럼버스 변호사 체이스 맬로리를 고용했고, 그는 검찰과 협력하여 12시간 이내에 혐의를 기각시켰는데, 이는 이 법이 외부 공연자에게 적용되지 않는다는 이유였다.
대니얼스의 개인 변호사 마이클 아베나티는 체포가 정치적 동기에서 비롯되었다는 이유로 지역 경찰을 고소하겠다고 맹세했다. 나중에 체포를 담당한 부대 반장이 도널드 트럼프의 지지자였다는 것이 밝혀졌다. 체포를 한 또 다른 부대 반장의 이메일에 따르면, 대니얼스가 콜럼버스에 도착하기 며칠 전에 이 형사가 이미 대니얼스의 사진/비디오와 예정된 공연 장소를 확보했음을 보여주었다.
체포 다음 날, 콜럼버스 경찰서장은 체포 과정에서 "실수가 있었다"며 "법의 한 부분이 오류로 누락되었다"고 선언했다. 2019년 1월, 대니얼스는 콜럼버스 시를 상대로 연방 법원에 소송을 제기했으며, 경찰이 그녀를 체포할 때 정치적 동기를 가졌다고 주장하며 200만 달러의 손해 배상을 청구했다. 2019년 3월, 내부 경찰 조사 결과 네 명의 잠복 경찰관에 의한 대니얼스의 체포는 부적절했지만, 사전에 계획되거나 정치적 성격을 띠지는 않았다고 밝혀졌다. 2019년 8월, 콜럼버스 경찰서 임시 서장 톰 퀸란은 5명의 콜럼버스 경찰관이 행동 수칙 위반으로 체포와 관련하여 징계를 받게 될 것이라고 발표했다. 2019년 9월, 양측은 연방 소송을 합의하기로 합의했으며, 대니얼스는 45만 달러의 보상금을 받았다.